# إبراهيم الياسين
إبراهيم الياسين (1336 - 1399 هـ / 1917 - 1986 م) هو شاعر ، من أهل الموصل.
هو إبراهيم بن محمد الياسين البقّاري. مولده ووفاته بالموصل. كان يلقب بشاعر الحدباء.
له ديوان مطبوع بعنوان «ديوان الفرقد» - قدم له وأشرف على طبعه: الحكيم راجي التكريتي. طبع بمطبعة العاني، دار التربية للطباعة والنشر والتوزيع، بغداد 1988 م.